# Tim Hagans

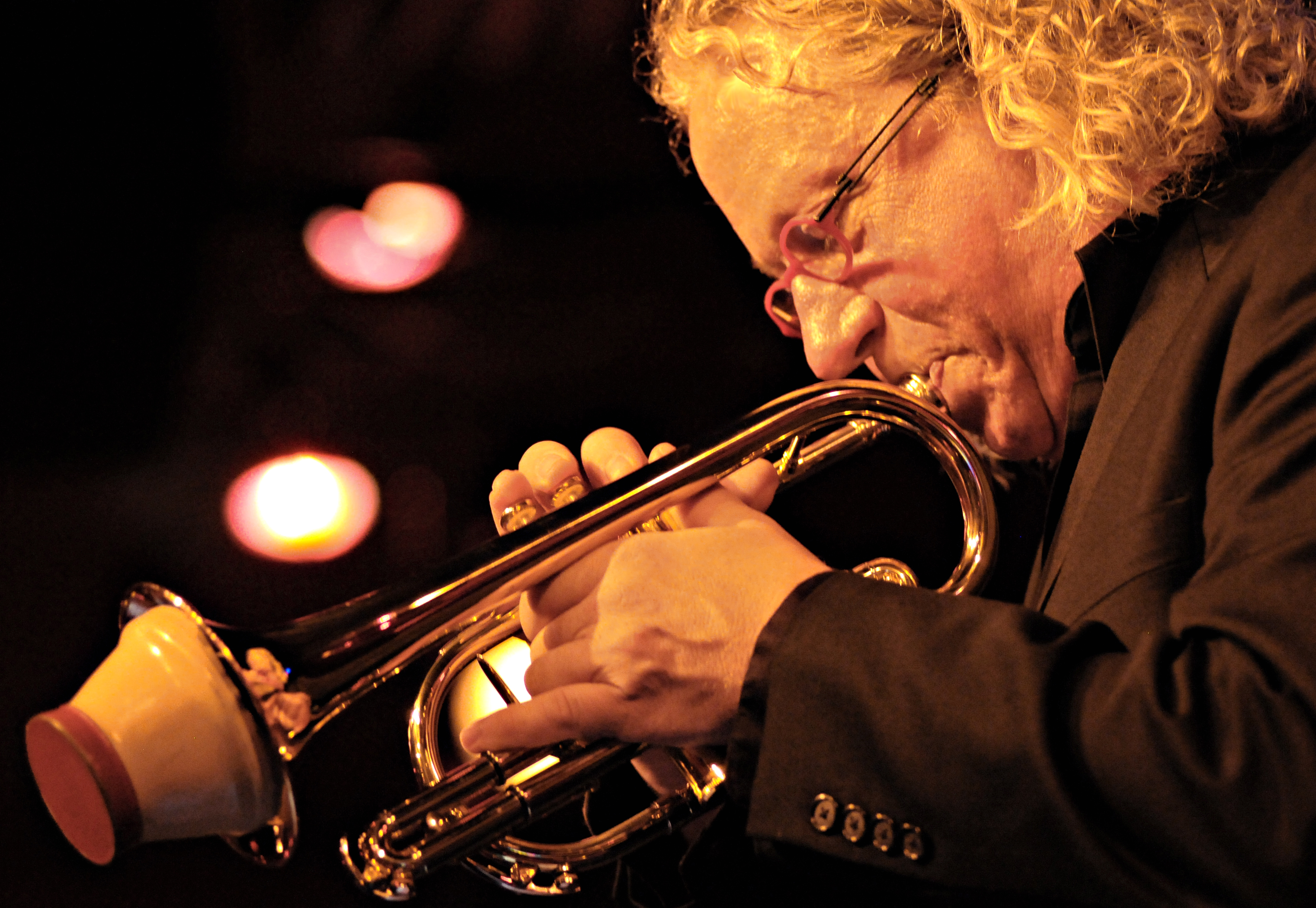
Tim Hagans im Birdland (2011)

Tim Hagans (* 19. August 1954 in Dayton, Ohio) ist ein US-amerikanischer Jazz-Trompeter.

## Leben und Wirken
Hagans war Schüler von Kermit Simmons und studierte an der Bowling Green State University. 1974 brach er das Studium ab, um Mitglied von Stan Kentons Band zu werden, mit dem er bis 1977 arbeitete. In diesem Jahr trat er Woody Hermans Band bei, ging aber bereits nach sechs Wochen nach Schweden, wo er bis 1981 lebte und u. a. mit Sahib Shihab, Ernie Wilkins’ Almost Big Band und mit dem Danish Radio Orchestra unter Thad Jones und Dexter Gordon spielte.
Nach seiner Rückkehr in die USA unterrichtete er an der University of Cincinnati und von 1984 bis 1986 am Berklee College of Music. Danach ließ er sich in New York nieder und arbeitete hier mit Joe Lovano und Fred Hersch, später mit Bob Belden, Rick Margitza, John Hart, den Yellowjackets, den Bigbands von Bob Mintzer und Maria Schneider sowie dem Gil Evans Orchestra. Nach dem Debütalbum 1983 nahm Hagans in den 1990er Jahren mehrere Alben als Bandleader für Blue Note Records auf. Nach den beiden Veröffentlichungen Animation – Imagination und Re-Animation: Live in Montreal mit Bob Belden, die von Hip-Hop, Drum and Bass und psychedelischer Musik beeinflusst waren, kam es zum Bruch mit Blue Note Records. Ab 1996 verbrachte Hagans als musikalischer Leiter der Norrbotten Big Band mehrere Wochen pro Jahr in Luleå in Nordschweden. In den 2010er Jahren arbeitete er weiterhin im Jazz at Lincoln Center Orchestra sowie in den Bands von Michael Feinberg, Vic Juris (Music of Alec Wilder), Rufus Reid, Ted Nash, Andrew Rathbun, Jon Irabagon und mit der Nils Landgren Funk Unit. Im Bereich des Jazz war er laut Tom Lord zwischen 1974 und 2017 an 210 Aufnahmesessions beteiligt.

## Diskographie
- From the Neck Down mit Steve Schmidt, Lynn Seaton, John Von Ohlen, Marc Wolfley, Sandy Suskind, 1983
- No Words mit John Abercrombie, Marc Copland, Scott Lee, Joe Lovano, Bill Stewart, 1993
- Audible Architecture mit Bob Belden, Larry Grenadier, Billy Kilson, 1994
- Hub Songs: The Music of Freddie Hubbard mit Benny Green, Vincent Herring, Javon Jackson, Marcus Printup, Kenny Washington, Peter Washington, 1997
- Animation – Imagination mit Bob Belden, DJ Smash, David Dyson, Kevin Hays, Billy Kilson, Scott Kinsey, Kurt Rosenwinkel, 1999
- Re-Animation: Live in Montreal mit Bob Belden, Billy Kilson, Scott Kinsey, 1999
- Future Miles mit der Norbotten Big Band, 2002
- Beautyful Lily mit Marc Copland, Drew Gress, Bill Stewart, 2005
- Alone Together mit Marc Copland, Drew Gress, Jochen Rückert, 2008
- The Moon Is Waiting (Palmetto Records), 2011
- Tim Hagans and the NDR Big Band: Faces Under the Influence: A Jazz Tribute to John Cassavetes, Waiting Moon Records, 2017
- Tim Hagans and the NDR Big Band: A Conversation (Waiting Moon, 2021)

### Lexigraphische Einträge
- Ian Carr, Digby Fairweather, Brian Priestley: Jazz. Der ultimative Führer zum Jazz. 1800 Bands und Künstler von den Anfängen bis heute („The Rough Guide to Jazz“). 2., erweiterte und aktualisierte Auflage. Metzler, Stuttgart/Weimar 2004, ISBN 3-476-01892-X.